# Pili (mythologie)
Pour les articles homonymes, voir Pili.
 (janvier 2024).
Si vous disposez d'ouvrages ou d'articles de référence ou si vous connaissez des sites web de qualité traitant du thème abordé ici, merci de compléter l'article en donnant les références utiles à sa vérifiabilité et en les liant à la section « Notes et références ».

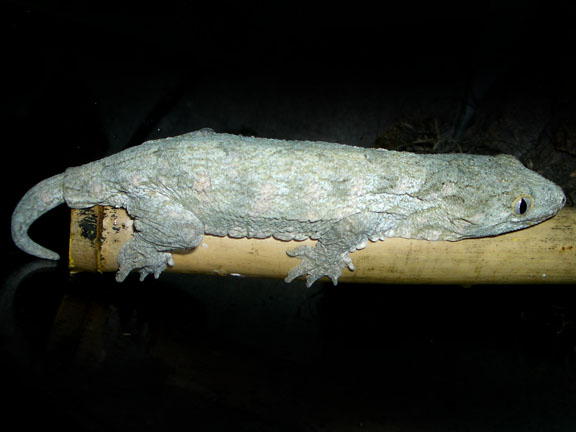
Gecko géant de Nouvelle-Calédonie.

Pili est le dieu-lézard (ou gecko) de la mythologie polynésienne. Il est considéré comme l'ancêtre de nombreux peuples polynésiens.
C'est le totem particulier du peuple de Nouvelle-Calédonie.